# 酒巻久
酒巻 久（さかまき ひさし、1940年3月6日 - ）は、日本の経営者。キヤノン電子代表取締役社長を経て、同社代表取締役会長。

## 経歴
栃木県出身。栃木県立佐野高等学校卒業後、芝浦工業大学工学部入学。卒業後の1967年にキヤノンに入社。その後の実績により1999年にキヤノン電子の代表取締役社長に就任する。2021年にはキヤノン電子の代表取締役会長に就任。企業経営に関する著書を多数執筆している。
1989年にNeXTに出資を決め、スティーブ・ジョブズと仕事をしてきた。

## 著書
- 『椅子とパソコンをなくせば会社は伸びる!』（祥伝社）
- 『キヤノンの仕事術』（祥伝社）
- 『会社のアカスリで利益10倍! 本当は儲かる環境経営』（朝日新聞出版）
- 『最新 情報漏洩防止マニュアル―日本版SOX法、個人情報保護法、e‐文書法施行で求められるコンプライアンス』（アスキー）
- 『企業情報漏洩防止マニュアル―伸びる企業のリスクマネジメント』（アスキー）

## 出演
- グリーンの教え（BS-TBS） ゲスト